# Rhaphipodus gahani
Rhaphipodus gahani är en skalbaggsart som beskrevs av Auguste Lameere 1903. Rhaphipodus gahani ingår i släktet Rhaphipodus och familjen långhorningar. Inga underarter finns listade i Catalogue of Life.